# Хосе Луїс Тамайо
Хосе Луїс Тамайо Теран (ісп. José Luis Tamayo‎‎‎‎; 29 липня 1858 — 7 липня 1947) — еквадорський політик, президент країни у 1920—1924 роках.